# Франческо Альґаротті
Франче́ско Альґаротті, граф (італ. Francesco Algarotti; *11 грудня 1712, Венеція — 3 травня 1764, Піза) — італійський учений, письменник, політичний діяч, філософ і знавець мистецтва, видатний представник доби Просвітництва.

## Біографія
Народився у Венеції у родині заможного торговця. Навчався спочатку у Римі (протягом року), потім у Болоньї. Вивчав природничі науки і математику.
У віці 29 років (1732) поїхав до Парижа, де заприятелював з Вольтером, який називав його «любим падуйським лебідем» (фр. cher cygne de Padoue); там же написав свою працю з оптики «Ньютонізм для дам» (італ. Neutonianismo per le dame).
У 1739 році Франческо Альґаротті здійснив поїздку з Англії до Російської імперії, під час якої написав «Листи про Росію» (інакше «Подорожі по Росії»).
Повернувшись з Росії, у 1740 році зблизився з Фрідріхом, королем Пруссії, від якого отримав титул графа. Був також радником польського короля Августа III.
У 1754 році, по сімох років перебування наїздами то в Берліні, то в Дрездені, повернувся до Італії, де жив у Венеції, а пізніше — в Пізі, де він помер 3 травня 1764 року (дотепер збереглася його розкішна усипальниця).

## Творча спадщина
Франческо Альґаротті — автор численних творів з різних галузей знань — від встрономії до історії.
Основним твором вважаються «Роздуми про вишукані мистецтва» (італ. Saggi sopra le belle art). Серед інших творів — поеми, есеї про малювання, нотатки і кореспонденція.
Винятковий інтерес являють «Подорожі по Росії» (бл. 1739), де Альґаротті подав звіт про перебіг та наслідки Російсько-турецької війни 1735—1739 років, а також географічну, економічну, військово-політичну характеристику України, яка за Петра І була перетворена на «провінцію» Російської імперії.
Особливо відзначає Альґаротті роль козаків — «військової нації» у боротьбі за південно-українські землі, проти турецько-татарського панування.
«Листи» мали широкий розголос у Європі й не раз перевидавалися у Франції, Італії, Німеччині.
Твори Альґаротті
- Viaggi di Russia. A cura de E.Bonora., Турин, 1979 (італ.)
- Кореспонденція з королем Пруссії Фрідріхом — на сайті Бібліотеки Трірського університету (фр.)